# 세상무난사
세상무난사는 중화인민공화국의 마오쩌둥이 쓴 시 《重上井岡山》의 마지막 구절이다.

## 重上井岡山
마오쩌둥 주석은 1965년 5월 하순에 문화혁명을 주도하는 부인 장칭과 마오쩌둥을 지지하는 사람들과 함께 정강산에 올라 이 씨를 썼다.
정강산은 마오쩌둥 주석이 처음으로 일으킨 공산 혁명 근거지였다.
1937년 10월 마오쩌둥 주석은 고향인 호남성에서 추수봉기를 일으켰다가 실패한다.
마오쩌둥 주석은 남은 부대원들을 이끌고 중상 정강산으로 올라 새로운 중국 공산 혁명을 준비한다. 그 후 1949년 10월 10일 북경 천안문 광장에서 새로운 중국공산혁명의 길을 열어나간다. 그 후 38년이라는 시간이 지난 1965년 5월 하순쯤에 첫 중국공산발원지인 중상정강산에 올라 이시를 쓴 것이다.
그리고 이 시[重上井岡山]는 1년이 지난 1966년 문화대혁명을 잃으키게 한다.
이 시는 1965년 5월 하순 중상 정강산에서 지었지만 세상에 발표된 시기는 중국 잡지 [詩刊] 1976년 1월에 실려 중국 사람들에게 유명한 시가 되었다.
마오쩌둥 어록과 정강산 기념비에 기록되어 있다. 마오쩌둥은 《重上井岡山》 시를 지어 문화대혁명의 새로운 뜻을 세웠다고 한다.

### 원문
久有凌雲志，重上井岡山。
千里來尋故地，舊貌變新顏。
到處鶯歌燕舞，更有潺潺流水，高路入雲端。
過了黄洋界，險處不須看。
風雷動，旌旗奮，是人寰。
三十八年過去，彈指一揮間。
可上九天攬月，可下五洋捉鼈，談笑凱歌還。
世上無難事，只要肯登攀。

### 해석
가슴에 큰 뜻을 세우고 품은지 오래되어
다시 정강산에 올랐구나!
천리 길을 지나 옛 이곳을 와보니, 이 곳도 많이 변하였네~~
여기저기서 꾀꼬리는 노래하고, 제비들은 춤을 추네
개울물은 졸졸졸 흐르고, 가파른 산속 바위 위에 구름이 걸쳐있네~~
황양계를 넘으니, 험한 곳을 봐서 무엇하리,
폭풍우 휘몰아 치고, 깃발이 마구 휘날리니, 이것이 바로 인간 세상이노라!
지나간 38년이라는 세월이 눈깜짝 할 사이에 지나갔구나! 위로는 구중천에 올라가 달을 따보고, 아래로는 오대양에 자리 잡고 개선가를 부르며
흥겹게 살았구나!
세상에는 못 해낼 일이 없구나! 마음만 먹고 오를려고 한다면야.

## 정강산 기념비
이 시는 너무도 유명하여 정강산기념비에도 적혀 있을 정도로 유명하다. 세상무난사는 [세상에서 마음만 먹으면 어려워할 것이 없다!]라는 뜻이다. 마오쩌둥 어록에 기록되어 있으며, 다음해인 1966년 5월에 현재 중화인민공화국을 있게한 "문화 대혁명"을 일으킨 근본이 바로 세상무난사이다. 정강산은 중국 공산당 발원지로 유명하다.

## 마오쩌둥 옥새
마오쩌둥 주석은 1965년 5월 하순에 이 시를 지어 1976년 1월 중국 잡지인 [詩刊]에 발표하기 전까지 이 시를 비밀에 부쳤다. 마오쩌둥 주석은 1965년 5월에 [중상 정강산]의 시와 함께 옥새를 만들었다. 그 옥새에 새긴 다음 글귀는 전세체를 쓰여져 있으며, 중국공산혁명의 역사가 담겨있다.
마오쩌둥은 세상무난사의 의미를 담아 옥새를 만들어 세상무난사의 글귀를 낙관으로 만들었다고 한다.
옥새는 청색의 비취색으로 되어 있고 옥새의 윗면에는 마오쩌둥 주석의 옆모습이 새겨져 있으며, 앞면에는 다음 글귀가 새겨져 있다.

### 원문
世上無難事毛主席一九六五禾十重上 井岡山詞句潞淵

### 해석
- 世上無難事(세상무난사): 세상에서 마음만 먹으면 어려워할 것이 없다
- 毛主席(모주석): 모택동 주석
- 一九六五(1965): 1965년
- 禾十(화십): (5월) 또는 마오쩌둥 주석을 도와 문화대혁명을 잃으키는데 힘을 모은 단체의 우두머리 10명이라 생각함/마오쩌둥 아내를 중심으로 한 모택동을 급진적인 지지를 하는 우두머리의 단체로 추정/ 마오쩌둥 Mao Zedong을 회장으로 하여, Chen Boda (천 보다/陈伯达/陳伯達), Jiang Qing(장칭,강청), Zhang Chunqiao(장춘차오), Yao Wenyuan(야오원위안), Wang Hongwen(왕훙원), Lín Biāo(린바오),Xu Xiangqian(쉬샹천/徐向前),Wang Li(왕리 王力),Xie Fuzhi(씨에푸지/谢富治) 총 10명의 회원으로 추정
- 重上井岡山(중상정강산): 공산당 발원지로 마오쩌둥 주석의 시의 제목임
- 詞句潞淵: 왕들이 남긴 말을 옮겨 적을 때에 쓰는 최고의 존칭의 표현

## 같이 보기
- 중국사
- 문화대혁명
- 저우언라이
- 마오쩌둥
- 장칭
- 장춘차오
- 야오원위안
- 왕훙원
- 천보다